# 尼崎市立浜田小学校
尼崎市立浜田小学校（あまがさきしりつ はまだしょうがっこう）は、兵庫県尼崎市浜田町にある公立小学校。2012年（平成24年）4月9日現在の児童数は414名である。

## 沿革
- 1951年（昭和26年）4月1日 - 尼崎市立浜田小学校創立。

## 通学区域
- 浜田町1～5丁目、大庄北1丁目1～24番・25番1～8号・25～36号・2丁目1番1～14号・20～29号・4丁目8番・9番・5丁目、西立花町2丁目14番11～16号・20番2～16号・21～26番・27番2～24号・33～35番・3丁目12～14番・16番51～55号・17～20番・4丁目1～4番・6～15番[2]

## 進路状況
ほとんどの児童は尼崎市立大庄北中学校へ進学するが、国私立中学校へ進学する児童もいる。

## 通学区域が隣接している学校
- 尼崎市立大島小学校
- 尼崎市立七松小学校
- 尼崎市立難波小学校
- 尼崎市立成徳小学校
- 尼崎市立大庄小学校